# Adolphe Bossert
Adolphe Bossert, né à Barr le 10 juin 1832 et mort à Paris, le 1er juin 1922, est un historien de la littérature allemande.

## Biographie
Il est docteur ès lettres (1865) et professeur à la faculté des lettres de Douai de 1871 à 1883, puis inspecteur de l'Académie de Paris (1883-1887), et inspecteur général de l'Instruction publique à partir de 1887.
Il est auteur de nombreux manuels et ouvrages scolaires.
L’Académie française lui décerne le prix Bordin en 1874 et en 1905 ainsi que le prix Marcelin Guérin en 1902.

## Publications
- La littérature allemande au Moyen Âge et les origines de l’épopée germanique (1870) ;
- Cours de littérature allemande fait à la Sorbonne (3 vols, 1870-1873) ;
- Goethe, ses précurseurs et ses contemporains (1872) ;
- Goethe et Schiller (1873) ;
- Histoire abrégée de la littérature allemande depuis les origines jusqu’en 1870 (1881) ;
- Les mots allemands groupés d’après le sens (1886) ;
- Les mots anglais groupés d’après le sens avec A. Beljame (1887) ;
- Grammaire élémentaire de la langue allemande (1896) ;
- Tristan et Iseult : Poème de Gotfrit de Strasbourg (1902) ;
- Schopenhauer, l'homme et le philosophe (1904), rééd. éditions CODA, 2018 ;
- Un Prussien libéré. Herder, sa vie et son œuvre, (1916) ;
- Schopenhauer et ses disciples, d'après ses conversations et sa correspondance, 1 vol. (254 p.), Hachette (1928)

Préfaces
- Friedrich von Schiller, Lied de la cloche, 38 p., Trad. Paul Demeny, Paris, A. Lemerre (1872)
- Lya Berger, Les Femmes poètes de l'Allemagne (1910)